# Roger Melis
Roger Melis (* 20. Oktober 1940 in Berlin; † 11. September 2009 ebenda) war ein deutscher Porträt-, Reportage- und Modefotograf. Als Mitbegründer und Förderer der ostdeutschen Autorenfotografie zählt er zu den bekanntesten Fotografen aus der DDR.

## Leben
Roger Melis war der Sohn der Journalistin Nora Monica Melis-Rosenthal und des Bildhauers Fritz Melis. Melis wuchs im Haushalt des Dichters Peter Huchel im Berliner Westen und ab 1952 in Wilhelmshorst bei Potsdam auf. Huchel war sein Stiefvater. Von 1957 bis 1960 absolvierte er eine Lehre als Fotograf und fuhr anschließend ein halbes Jahr als Moses zur See. Ab 1962 arbeitete er als wissenschaftlicher Fotograf an der Berliner Charité. Im Rahmen eines nicht realisierten Buchprojekts über das geteilte Deutschland entstanden auf Anregung des Dramaturgen Klaus Völker 1962 erste Porträts von Dichtern und Künstlern in Ost und West, ab 1966 erste Reportagen für die Zeitschrift Merian und ab 1968 erste Modefotografien für die Zeitschrift Sibylle. Ab 1968 lebte und arbeitete er zusammen mit der Modejournalistin Dorothea Bertram, die er 1970 heiratete. 1968 wurde er Mitglied im Verband Bildender Künstler (VBK) und erhielt die Zulassung zur freiberuflichen Arbeit. 1969 gründete er zusammen mit Arno Fischer, Sibylle Bergemann u. a. die Fotogruppe Direkt. Er war Mitinitiator und seit 1981 Vorsitzender der Zentralen Arbeitsgruppe Fotografie im VBK und unterrichtete von 1978 bis 1990 an der Kunsthochschule Berlin-Weißensee.
Bekannt wurde Melis durch seine Arbeit als Modefotograf für die Zeitschrift Sibylle und durch seine Reportagefotografien für die Neue Berliner Illustrierte, Wochenpost, Die Zeit, Frankfurter Allgemeine Zeitung, Süddeutsche Zeitung und Geo, vor allem aber durch seine eindringlichen Porträts von Schriftstellern und Künstlern wie Anna Seghers, Christa Wolf, Thomas Brasch, Wolf Biermann, Franz Fühmann, Heiner Müller oder Sarah Kirsch.
Wegen eines gemeinsamen Beitrags mit Erich Loest für die Zeitschrift Geo durfte er ab 1982 nicht mehr für die DDR-Presse arbeiten und konzentrierte sich auf Buch- und Ausstellungsprojekte. Sein 1986 erschienenes Fotobuch Paris zu Fuß war der erste Bildband eines ostdeutschen Fotografen, der mit den Mitteln der Straßenfotografie vom Leben in einer fremden Stadt erzählte. Mit einer Auflage von 40.000 Exemplaren zählte die Publikation in der DDR zu den erfolgreichsten Fotobüchern.
Ab 1989 wandte er sich wieder der Reportage- und Porträtfotografie zu (u. a. für die Wochenpost, Die Zeit und die Süddeutsche Zeitung). Zwischen 1993 und 2006 war er Lehrer für Fotografie beim Berliner Lette-Verein.
Ab 2007 erschien im Lehmstedt Verlag Leipzig eine ursprünglich auf vier Bände angelegte Werkausgabe, von denen jedoch nur drei Bände ausgeführt wurden. Mit dem Band In einem stillen Land legte Melis ein umfassendes Porträt der DDR und ihrer Bewohner vor und fand damit große Anerkennung als „Meister des ostdeutschen Fotorealismus“ (Die Zeit). 2008 folgte eine umfassende Sammlung seiner Künstlerporträts aus 40 Jahren, 2010 der Band Am Rande der Zeit mit Fotografien vom dörflichen Leben in der DDR.
2009 erlag Roger Melis im Alter von 68 Jahren seiner langen Krebserkrankung.[1]
Nachdem das Suermondt-Ludwig-Museum Aachen bereits 2009 eine erste Werkschau veranstaltet hatte, zeigte die Galerie C/O Berlin 2010 unter dem Titel „Roger Melis. Chronist und Flaneur“ im Berliner Postbahnhof eine erste umfassende Retrospektive. 2019 widmete die Stiftung Reinbeckhallen Roger Melis erneut eine Retrospektive seiner Fotografien aus der DDR unter dem Titel Die Ostdeutschen, die von einem gleichnamigen Begleitband mit Fotografien aus dem Nachlass begleitet wurde. Es folgte 2020 eine von mehreren Ausstellungen begleitete Neuausgabe des Erfolgsbandes Paris zu Fuß, 2021 die seiner Ehefrau Dorothea Melis gewidmete Porträtsammlung Thea und 2022 ein aufwendig produzierter Querschnitt durch seine Modefotografie.
Der fotografische Nachlass von Roger Melis wird von seinem Stiefsohn, dem Publizisten und Buchgestalter Mathias Bertram betreut. 2021 richtete die Akademie der Künste ein Roger Melis Archiv ein, das den Nachlass sukzessive übernehmen wird. In einem ersten Schritt erhielt die Akademie eine Sammlung von 900 Autoren- und Künstlerporträts.

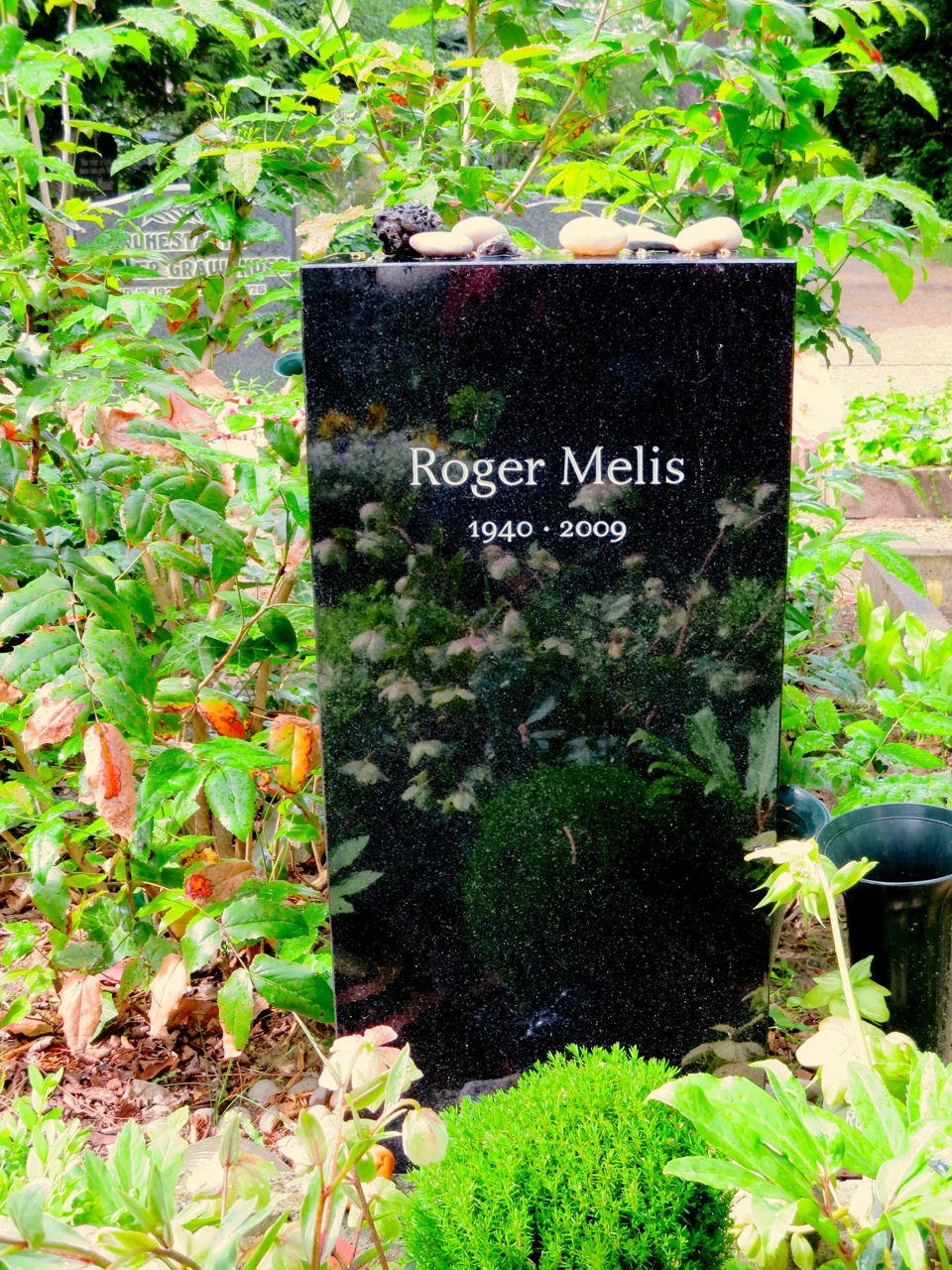
Grab Roger Melis’ auf dem Dorotheenstädtischen Friedhof Berlin

## Zitate
„Melis verbindet die registrierende Strenge eines August Sander, des frühen Porträtisten der deutschen sozialen Stände, mit der graziösen, artistischen Aufmerksamkeit eines Henri Cartier-Bresson für die Sensationen des Alltags.“

„Die Arbeiten von Roger Melis, schwarz-weiße Fotografien, die in ihrer Klarheit und ihrem Bildaufbau an die durchdachte, sorgfältige Komposition alter Gemälde erinnern, zeigen eine andere Welt und andere Menschen als die in der staatlich gelenkten Presse veröffentlichten Fotos. Melis verstand zu warten, bis der Blick ins Offene ging, der Mensch sichtbar wurde, er bei sich war und sich zeigte.“

„Straßenfotografie hatte im Ostblock und in der DDR einen besonderen Stellenwert. Arbeiten von Antanas Sutkus, Boris Mikhailov, Josef Koudelka oder Roger Melis waren immer auch politisch, weil sie Realitäten durchstreiften, die das offizielle Bild konterkarierten.“

## Werke in Sammlungen
- Akademie der Künste, Berlin
- Berlinische Galerie, Berlin
- Brandenburgisches Landesmuseum für moderne Kunst, Cottbus
- Deutsches Historisches Museum, Berlin
- Deutsches Literaturarchiv, Marbach
- Fondazione Mast, Bologna
- Jüdisches Museum Berlin
- Kunstmuseum Moritzburg Halle (Saale)
- Metropolitain Museum of Art, New York
- Musée de l‘Elyseé, Lausanne
- Haus der Geschichte, Bonn
- Kupferstich-Kabinett Dresden
- Sammlung Reinbeckhallen, Berlin
- Sammlung Gabriele König, Aachen
- Städel Museum, Frankfurt am Main
- Zeitgeschichtliches Forum, Leipzig

## Werke
Monografien
- Roger Melis: Paris zu Fuß. Mit einem Vorwort von Stephan Hermlin. Volk und Welt, Berlin 1986; Neuausgabe: Paris zu Fuß. Ausgewählte Fotografien aus dem Nachlass. Herausgegeben von Mathias Bertram, Lehmstedt, Leipzig 2020, ISBN 978-3-95797-114-2.
- Michael Davidis (Hrsg.): Roger Melis: Berlin – Berlin. Schriftstellerporträts aus 30 Jahren. Mit einem Vorwort von Klaus Völker. Deutsches Literaturarchiv, Marbach am Neckar 1992
- Roger Melis mit Oliver Schwarzkopf, Beate Rusch (Hrsg.): Wolf Biermann: ausgebürgert. Mit abschweifenden Anmerkungen und wichtigen Nichtigkeiten von Wolf Biermann, eingeleitet durch ein Interview von Renate Oschlies und Michael Maier. Schwarzkopf & Schwarzkopf, Berlin 1996, ISBN 3-89602-060-9.
- Roger Melis: London zu Fuß. Schwarzkopf & Schwarzkopf, Berlin 1999, ISBN 3-89602-313-6
- Roger Melis: In einem stillen Land. Fotografien 1964–1989. Lehmstedt, Leipzig 2007, 3. Auflage 2009, ISBN 978-3-937146-52-2.
- Roger Melis: Künstlerporträts. Fotografien 1962–2002. Lehmstedt, Leipzig 2008, ISBN 978-3-937146-54-6.
- Roger Melis: Am Rande der Zeit. Fotografien 1973–1989. Herausgegeben von Mathias Bertram. Lehmstedt, Leipzig 2010, ISBN 978-3-937146-70-6.
- Roger Melis: In einem stillen Land / In a silent country. Fotografien 1965 bis 1989. Neuausgabe. Herausgegeben von Mathias Bertram, Lehmstedt, Leipzig 2019 (dt./engl.) ISBN 978-3-95797-078-7.
- Roger Melis: Die Ostdeutschen / The East Germans. Fotografien aus dem Nachlass 1964–1990. Herausgegeben von Mathias Bertram. Lehmstedt, Leipzig 2019 (dt./engl.) ISBN 978-3-95797-083-1.
- Roger Melis: Paris zu Fuß / Paris by foot. Ausgewählte Fotografien. Herausgegeben von Mathias Bertram. Mit einem Vorwort von Sonia Voss. Lehmstedt, Leipzig 2020. (dt./engl.), ISBN 978-3-95797-114-2.
- Roger Melis: Thea. Porträts und Momente / Portraits and Moments. Herausgegeben von Mathias Bertram. Leipzig 2021. ISBN 978-3-95797-127-2 (dt./engl.)
- Roger Melis: Modefotografie / Fashion Photography. 1967-1990. Herausgegeben von Mathias Bertram und Ulrike Vogt. Leipzig 2022, ISBN 978-3-95797-134-0 (dt./engl.)

Weitere Buchpublikationen
- Gerhard Wolf: Beschreibung eines Zimmers. Union Verlag, Stuttgart 1971 (Bildautor)
- Kurt Bartsch: Kaderakte. Rowohlt, Reinbek 1979 (Bildautor)
- Günter Drommer (Hrsg.): Dichter im Frieden. Aufbau-Verlag, Berlin 1985 (Bildautor)
- Mecklenburg. Ein Reiseverführer. Greifenverlag, Rudolstadt 1986 (Bildautor)
- Günter Drommer, Roger Melis (Hrsg.): Schau ins Land. Aufbau-Verlag, Berlin 1989 und Luchterhand, Neuwied 1989 (Bildautor)
- Ausgeblendete Realität. Modefotos aus der DDR. Hochschule für angewandte Kunst, Wien 1989 (Bildserie)
- Kurt Weidemann (Hrsg.): Ost sieht West – West sieht Ost. Deutschland im Frühjahr 1990. Eine Fotodokumentation. Cantz, Stuttgart 1990.
- Albrecht Börner: Seltenes Handwerk. Verlag der Nation, Berlin:1990 (Bildautor)
- Ernst-Michael Brandt: Die unsichtbare Grenze. Luchterhand, Hamburg 1991 (Bildautor)
- Heinrich Heine: Die Harzreise. Aufbau Taschenbuchverlag, Berlin 1992 (Bildautor)
- Michael Gromm: Horno – ein Dorf will leben. Dietz Verlag, Berlin 1995 (Bildautor)
- Heiner Müller – Bilder eines Lebens. Schwarzkopf & Schwarzkopf, Berlin 1996 (Bildserie)
- Dorothea Melis (Hrsg.): Sibylle. Modefotografien. Schwarzkopf & Schwarzkopf, Berlin 1998 (Bildserie)
- Klaus Völker (Hrsg.): Hochschule für Schauspielkunst Ernst Busch. Ein Querschnitt durch Geschichte und Ausbildungspraxis. Hochschule für Schauspielkunst Ernst Busch, Berlin 1994 (Bildautor)
- Marlies Menge: Spaziergänge. Die Serie aus der Wochenzeitung Die Zeit. Schwarzkopf & Schwarzkopf, Berlin 2000 (Bildautor)
- Dorothea Melis (Hrsg.): Die Berlinerin. Schwarzkopf und Schwarzkopf, Berlin 2000 (Bildserie)
- Norbert Moos (Hrsg.): Utopie und Wirklichkeit. Ostdeutsche Fotografie 1956–1989. Druckverlag Kettler, Bönen 2005 (Bildserie)
- Dorothea Melis (Hrsg.): Sibylle. Modefotografien 1962–1994. Lehmstedt, Leipzig 2010 (Bildserie)
- Mathias Bertram (Hrsg.): Das pure Leben. Fotografien aus der DDR. Band 1 und 2, Lehmstedt, Leipzig 2014 (Bildserie)
- Peter Huchel: Havelnacht. Mit Fotografien von Roger Melis. Insel Verlag, Berlin 2020 (Bildautor)
- Candice M Hamelin (Hrsg.): Berlin 1945–2000. A Photographic Subject. Hartmann Books, Stuttgart 2020 (Bildserie)
- Der große Schwof. Feste feiern im Osten. Stadtmuseum Jena 2023 (Bildserie)

## Ausstellungen
Einzelausstellungen
- Pressefotografien. Galerie Berlin, Berlin 1978.
- Kunsthochschule Weißensee, Berlin 1979.
- Paris zu Fuß. Galerie Sophienstraße, Berlin 1984.
- Fotogalerie am Helsingsforser Platz, Berlin 1987. (Katalog)
- Prenzlauer Berg und anderswo – Künstlerporträts. Galerie M, Berlin 1989. (Katalog)
- Dichter in Berlin, Kulturbrauerei, Berlin 1993.
- In einem stillen Land. Willy-Brandt-Haus, Berlin 2007; Zeitgeschichtliches Forum, Leipzig 2008; Kunsthaus Meyenburg, Nordhausen 2009; BStU, Rostock 2009; Stadtbibliothek, Chemnitz 2009
- Künstlerporträts. Galerie Argus Fotokunst, Berlin 2008; Lehmannsche Buchhandlung, Leipzig 2008; Jagdschloß Granitz, Rügen 2008; Gleimhaus, Halberstadt 2009; EineArtGalerie, Rangsdorf 2012.
- Fotografien 1965–1989. Suermondt-Ludwig-Museum, Aachen 2009/10
- Chronist und Flaneur. Retrospektive. C/O Berlin, Berlin 2010.
- Die Sibylle-Jahre. Modefotografien. Galerie für Moderne Fotografie, Berlin 2012.
- Marzahn 1983. Bilder einer neuen Stadt, Galerie für moderne Fotografie, Berlin, 2017
- Die Ostdeutschen. Reinbeckhallen, Berlin 2019
- Paris. Blicke. Städtische Galerie Fellbach, 2020
- Paris zu Fuß. Galerie Argus Fotokunst, Berlin 2020
- Roger Melis – In einem stillen Land. Museum und Galerie Falkensee, 2020
- Roger Melis – In einem stillen Land. Dokumentationszentrum Alltagskultur der DDR, Eisenhüttenstadt, 2020/2021
- Antigone. Hochschule für Schauspielkunst Ernst Busch 2023

Ausstellungsbeteiligungen (Auswahl)
- Gruppe „Direkt“, Potsdam 1969
- Schmuck – Glas – Fotografie. Galerie im Turm, Berlin 1978 (Gemeinschaftsausstellung mit Rainer Grabowitz und Klaus Musinowski)
- Zweite Porträtfotoschau der DDR, Dresden 1981. (Grand Prix und Preis des Kulturbunds der DDR)
- VII, IX. und X. Kunstausstellung der DDR, Dresden, 1972/1973, 1982/1983 und 1987/1988
- Alltag und Epoche. Werke bildender Kunst der DDR aus fünfunddreißig Jahren, Altes Museum Berlin, 1984
- Auf gemeinsamen Wegen. (Kunstausstellung zum 40. Jahrestag der Befreiung), Alte Nationalgalerie Berlin, 1985
- Künstler im Bündnis, IGA-Gelände, Erfurt, 1985
- Daß es sich bewegt … Fotosymposion und Ausstellung in Karl-Marx-Stadt (Chemnitz), 1985. (Limitierte Bildmappe)
- Bezirkskunstausstellung, Berlin, 1986
- Der eigene Blick. Kritikerausstellung im Ephraim-Palais, Berlin 1988
- Modefotografie aus drei Jahrzehnten. Galerie am Helsingforser Platz, Berlin 1988
- Ausgeblendete Realität. Modefotos aus der DDR. Hochschule für angewandte Kunst, Wien 1989
- Ost sieht West – West sieht Ost. Deutsches Historisches Museum, Berlin 1990. (Katalog)
- Photographie de l’Est. Musée de l’Elysee, Lausanne, Schweiz, 1990
- Übergänge – DDR-Fotografie. Eisenwerk, Frauenfeld, Schweiz, 1991
- Berliner Ansichten: 13. August 1990. Goethe-Institut Berlin, 1991
- Deutschlandbilder II. Willy-Brandt-Haus, Berlin 1999
- Die Berlinerin. Willy Brandt-Haus, Berlin 2000 und Stadtbibliothek Potsdam 2001.
- Zwiesprache. Fotografische Porträts 1900–1993. Kunstforum der Grundkreditbank, Berlin 2002, und Museum, Bad Aarolsen 2003.
- Utopie und Wirklichkeit. Ostdeutsche Bilder 1956–1989. Willy-Brandt-Haus, Berlin 2005, und Forum für Fotografie, Köln 2005
- Übergangsgesellschaft. Porträts und Szenen. 1970–1990. Akademie der Künste Berlin, 2009
- In Grenzen frei. Mode Fotografie Underground. DDR 1979–1989. Kunstgewerbemuseum Berlin, 2009
- Sibylle. Modefotografie und Frauenbilder in der DDR. Haus der Brandenburgisch-Preußischen Geschichte Potsdam, 2010
- Eros und Stasi. Ostdeutsche Fotografie Sammlung Gabriele Koenig. Ludwig Forum für Internationale Kunst Aachen, 2010
- Geschlossene Gesellschaft. Künstlerische Fotografie in der DDR 1949–1989. Berlinische Galerie, 2012
- Illusion und Wirklichkeit. Sibylle – Das Modemagazin der DDR. Kunstforum Halle, 2015
- Sibylle. Die Fotografen. Kunsthalle Rostock 2016/17; Opelvillen Rüsselsheim, 2017; Brandenburgisches Landesmuseum für moderne Kunst, Cottbus, 2017/18; Schloss Pillnitz, Dresden, 2018; Willy-Brandt-Haus, Berlin 2019
- Total Records. Vinyl & Fotografie. C/O Berlin, 2016/17
- Die Erfindung von Paris. Literaturmuseum der Moderne, Marbach am Neckar, 2018/19
- The Inner Eye. Side Gallery Newcastle (UK), 2018
- Photo Group „Direkt“. LOOCK Galerie / The Armory Show, New York, 2019
- Berlin 1945–1990. A Photograhic Subject. Reinbeckhallen, Berlin 2019
- Ost/Western. Kino, Kunst und Klassenfeind. Kunsthalle Rostock, 2021
- Thomas Brasch. Internationales Literaturfestival Berlin. Silent Green, Berlin 2021
- Sibylle Bergemann. Stadt Land Hund. Berlinische Galerie, Berlin 2022
- Arno Fischer. Eine Reise. Schloss Kummerow 2022 / Haus am Kleistpark, Berlin 2023
- Tilla Durieux. Ein Leben in Bildern. Leopold Museum Wien 2022 / Georg Kolbe Museum, Berlin 2023
- Der große Schwof. Feste feiern im Osten. Stadtmuseum Jena 2023 / Dieselkraftwerk Cottbus 2023/24
- Wolf Biermann. Ein Lyriker und Liedermacher in Deutschland.  Deutsche Historisches Museum, Berlin 2023/24
- Jüdisch in der DDR. Jüdisches Museum, Berlin 2023

## Film und Video
- Der Fotograf Roger Melis – Chronist der Ostdeutschen. Film von Pamela Meyer-Arndt. MDR, 2019
- Fotografieren, was und wie man will. Roger Melis berichtet. Video von Mathias Bertram, 2019 https://www.youtube.com/watch?v=nGB7gXVvXKA